# Daniel Díaz
Daniel Alberto 'Cata' Díaz, född 13 mars 1979 i San Fernando del Valle de Catamarca, är en argentinsk fotbollsspelare som spelar för Boca Juniors. Han är en stabil försvarare och känd för sina kraftfulla skott.

## Karriär

### Klubblag
Hans smeknamn är "Cata", efter hans hemstad San Fernando del Valle de Catamarca och han började spela fotboll i ungdomslaget Juventud de Catamarca innan han gick över till ungdomslaget i Rosario Central 1997. Han spelade sin första proffsmatch för Rosario 2000.
Díaz flyttade till Cruz Azul 2003, där han spelade 36 matcher, men efter en säsong återvände han till Argentina och då till Colón de Santa Fe. Strax därefter fick han kontrakterbjudanden från Boca Juniors och River Plate; han valde att gå till Boca Juniors, för ett kontrakt värt cirka tre miljoner amerikanska dollar.
Díaz gjorde sin debut för Boca när de besegrade Gimnasia de Jujuy med 4–1 och var en stor beståndsdel av laget då de vann Apertura, Recopa Sudamericana och Copa Sudamericana.
2007 ryktades det om att han var på väg till spanska Getafe eller Real Betis, med den nye tränare Héctor Cúper, som erbjöd Boca Juniors fem miljoner euro för Díaz. Till slut hamnade han hos Getafe, till ett pris på sex miljoner euro.

### Landslaget
Díaz har spelat tre vänskapsmatch för Argentinas fotbollslandslag, senast mot Australien 11 september 2007. Han var även del av truppen under Copa América 2007.

## Meriter
Samtliga nedanstående meriter erhölls tillsammans med Boca Juniors.
- Clausura: 2006
- Recopa Sudamericana: 2005
- Apertura: 2005
- Copa Sudamericana: 2005
- Copa Libertadores: 2007